# Горбуново (Новосибирская область)
Горбуно́во — село в Куйбышевском районе Новосибирской области. Административный центр Горбуновского сельсовета.

## География
Расположено в 30 км от города Куйбышев. Площадь села — 138 гектаров.

## История
Основано в 1862 году. В 1926 году село состояло из 121 хозяйства, основное население — русские. В административном отношении являлось центром Горбуновского сельсовета Барабинского района Барабинского округа Сибирского края.

## Население
| 1926 | 2002 | 2007 | 2010 |
| ---- | ---- | ---- | ---- |
| 687  | ↗863 | ↘827 | ↘623 |

## Инфраструктура
В селе по данным на 2007 год функционируют 1 учреждение здравоохранения и 1 учреждение образования.